# Kilza Setti
Kilza Setti de Castro Lima (født 26. januar 1932 i Sao Paulo, Brasilien) er en brasiliansk komponist, pianist, professor, lærer og etnolog.
Setti studerede komposition på Conservatorio Dramatico y Musical of Sao Paulo hos Camargo Guarnieri og studerede senere i Lissabon, Portugal hos bl.a. Fernando Lopes-Graça. Hun har skrevet orkesterværker, elektronisk musik, kammermusik, folkloremusik, vokalmusik og værker for mange soloinstrumenter. Hun underviser som professor og lærer i komposition på Universidade Federal da Bahia og mange andre universiteter i Brasilien.

## Udvalgte værker
- Dois Corais mistos: Obialá Koro Yemanjá Oto (1958) - for orkester
- Folgança suite (1966) - for orkester
- Memória - for orkester
- Dois momentos (1972) - for blokfløjte